# Saunagus
 Denne artikel bør gennemlæses af en person med fagkendskab for at sikre den faglige korrekthed.

 Der er for få eller ingen kildehenvisninger i denne artikel, hvilket er et problem. Du kan hjælpe ved at angive troværdige kilder til de påstande, som fremføres i artiklen.

Saunagus er aromaterapi i sauna.

## Etymologi
Begrebet stammer fra Sydtyskland og begrebet aufguss, hvilket betyder "at hælde på ovnen".

## Beskrivelse
Til saunagus hældes først vand, dernæst vand blandet med æteriske olier på de glohede sten, hvorved blandingen fordamper og fordeles i rummet.
En vigtig del af saunagus består i, at en person, kaldet gusmester, svinger med et håndklæde eller en vifte for at fordele den varme luft fra saunaovnen. På den måde opnår deltageren optimal effekt af de dejlige olier og varmen bliver fordelt.
Til saunagus kan også benyttes røgelse, te og mentholkrystaller.

## Virkning
Det påstås at effekten af saunagus bl.a. kan være øget velvære, udrensning, detox, forbedret immunforsvar og sænkning af blodtrykket. Der findes dog ingen videnskabelige beviser for dette.